# Aeroportul Municipal Bend
Aeroportul Municipal Bend (IATA: BDN, ICAO: KBDN, FAA LID: BDN) este un aeroport din Oregon, Statele Unite ale Americii ce deservește zona Bend⁠(d). Aeroportul a fost tranzitat în 2019 de 100 de pasageri. A fost numit după zona deservită.
Situat la o altitudine de 1.055 m, aeroportul dispune de 1 pistă.

## Infrastructură

### Piste
Aeroportul dispune de o singură pistă. Pista 16/34 are suprafața de asfalt și dimensiunile 5.200 picioare × 75 picioare. 